# Brett Carroll
Pour les articles homonymes, voir Carroll.
Brett Michael Carroll (né le 3 octobre 1982 à Knoxville, Tennessee, États-Unis) est un voltigeur de baseball présentement sous contrat avec les Blue Jays de Toronto de la Ligue majeure de baseball.

## Carrière

### Marlins de la Floride
Brett Carroll est sélectionné par les Marlins de la Floride au 10e tour en 2004. Il fait ses débuts dans les majeures avec cette équipe en 2007, jouant son tout premier match le 17 juin. 
Il joue 173 parties en quatre saisons avec les Marlins, passant le reste des saisons en ligue mineure. Pour la Floride, il frappe dans une moyenne au bâton de,205 durant ces années, avec cinq coups de circuit et 28 points produits.

### Brewers de Milwaukee
En novembre 2010, il signe chez les Royals de Kansas City mais pendant l'entraînement de printemps suivant, son contrat est acheté des Royals par les Brewers de Milwaukee. Il ne joue que deux matchs pour ces derniers en 2011 avant de devenir agent libre.
Carroll est mis sous contrat par les Red Sox de Boston en août 2011 mais ne s'aligne qu'avec les Red Sox de Pawtucket, leur club-école de la Ligue internationale.

### Nationals de Washington
En décembre 2011, Carroll signe un contrat des ligues mineures avec les Nationals de Washington. Il apparaît dans seulement 5 parties des Nationals en 2012 et joue la majeure partie de la saison en ligues mineures chez les Chiefs de Syracuse.
En 2013, il est sous contrat avec les Pirates de Pittsburgh mais ne joue pas avec le club. Il passe plutôt toute l'année dans les mineures avec les Indians d'Indianapolis.
Le 18 février 2014, il est mis sous contrat par les Blue Jays de Toronto.